# Rudolf von Berswordt
Rudolf Franz Martin Heinrich von Berswordt (* 31. Oktober 1817 in Sagan; † 28. Dezember 1877 auf dem Gut Schwierse bei Oels) war ein preußischer Landrat im Kreis Oels (1859–1868) in der Provinz Schlesien. Zudem war er Besitzer des Ritterguts Schwierse. 1861 wirkte er als Mitglied im Preußischen Abgeordnetenhaus. Außerdem war ein Kammerpräsident in Braunschweig-Oels sowie Rechtsritter des Johanniterordens.

## Leben
Seine Eltern waren Franz Josef Ludwig von der Berswordt (* 20. Mai 1777; † 11. Juli 1819) und dessen Ehefrau Ernestine von Studnitz (* 9. September 1792; † 19. Mai 1852).
Berswordt heiratete am 27. Juni 1847 in Nordhausen Frederike Appenroth (* 15. Juni 1828; † 22. Oktober 1889). Das Paar hatte mehrere Kinder:
- Agnes Fredrike Ernestine (* 27. Juni 1848; † 24. Dezember 1929)

⚭ 24. Juli 1870 Friedrich von Hanstein († 17. September 1870), Gefallen bei Choisy-le-Roy
⚭ 24. September 1878 Louis von Rothmaler (* 6. September 1814; † 20. Mai 1884), General der Infanterie
- Marie Frederike Rudolfine Ernestine (* 18. Januar 1850)
- Magdalene Frederike Luise (* 24. Februar 1860)
- Wally Malwine Laura Emilie Frederike (* 7. Januar 1862) ⚭ 1891 Fritz Georg Hermann Kalau vom Hofe (* 24. Mai 1854), Oberstleutnant a. D.[2]